# Arbetsseminarium

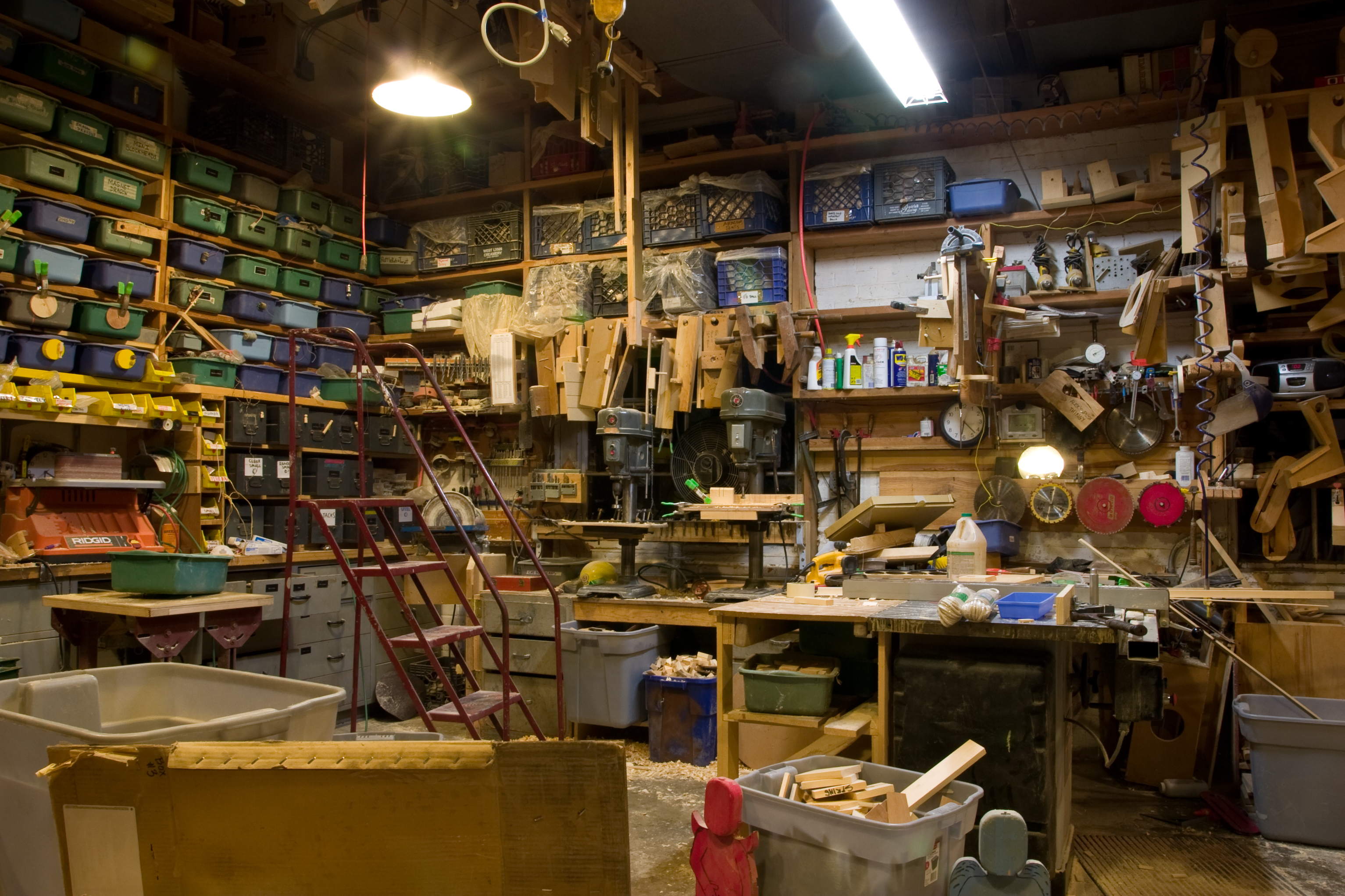
Arbetsseminarum organiseras ofta i lokaler med verktyg som behövs.

Ett arbetsseminarium (även "workshop" eller verkstad) är inom utbildningsområdet en träningssession som kan pågå under flera dagar. Det betonar problemlösning, påtaglig praktisk övning och kräver att deltagarna är involverade. Sammankomst, lektioner och möten kan bli verkstad när det åtföljs av en praktisk demonstration. 
Inom vetenskap och forskning definieras en verkstad som ett möte kring ett fokuserat tema med ett begränsat antal deltagare, som särskilt inbjudits på grund av kompetens för att aktivt diskutera ett problem vid forskningsfronten. Det kan finnas särskilt vidtalade inledare, men även de andra deltagarna förväntas vara aktiva i en verkstad. Ibland kan ett mindre antal rena åhörare accepteras, till exempel yngre lokala forskare. Verkstad är uttryckligen ett vetenskapligt arbetsmöte.
Inom projekt används verkstad till att samla kompetens för att lösa en specifik fråga. Det engelska workshop kan både syfta på arbetsmötet och på arbetsgruppen som samlas.